# Gotthard Neumann
Gotthard Arno Ernst Neumann (* 8. Juni 1902 in Schwabsdorf, Großherzogtum Sachsen-Weimar-Eisenach; † 29. April 1972 in Jena) war ein deutscher Prähistoriker, der von 1934 bis 1941 und 1953 bis 1967 als Professor für Ur- und Frühgeschichte an der Friedrich-Schiller-Universität Jena wirkte und einen wesentlichen Anteil an der Entwicklung der Ur- und Frühgeschichtsforschung und Bodendenkmalpflege in Thüringen hat.

## Ausbildung, Studium und erste Berufstätigkeit
Gotthard Arno Ernst Neumann wurde am 8. Juni 1902 in Schwabsdorf im heutigen Landkreis Weimarer Land (Thüringen) geboren. Nach dem Schulbesuch in Apolda und Jena studierte er ab 1921 in Jena (vier Semester) bei Gustav Eichhorn und Wilhelm Dörpfeld, München (ein Semester) und Marburg (sechs Semester) die Fächer Vorgeschichte, Geschichte und Deutsch (besonders germanische Religionsgeschichte). Während seines Studiums wurde er Mitglied der Sängerschaft zu St. Pauli Jena. Daneben beschäftigte Neumann sich im Studium ebenso mit Klassischer Archäologie, Kunstgeschichte, Diluvialgeologie, Anthropologie, Philosophie und Kirchengeschichte sowie historischen Hilfswissenschaften. Bereits als Schüler hatte er bei Armin Möller an Ausgrabungen des Städtischen Museums für Urgeschichte in Weimar teilgenommen, als Student war er unter Walther Bremer in der Bodendenkmalpflege in Hessen tätig und wirkte bei einer der ersten Großgrabungen in Deutschland auf dem Goldberg bei Nördlingen unter Gerhard Bersu mit. 1926 wurde Neumann unter Gustav Behrens (für den verstorbenen Walter Bremer) mit einer Arbeit über Die Aunjetitzer Kultur in Mitteldeutschland promoviert. 1927 trat er die Stelle eines wissenschaftlichen Hilfsarbeiters am Staatlichen Museum für Mineralogie, Geologie und Vorgeschichte in Dresden an. In Sachsen führte Neumann mehrere moderne Ausgrabungen, vor allem auf großen bronzezeitlichen Gräberfeldern – unter anderem in Leuben und dem slawischen Burgwall „Alte Schanze“ in Köllmichen bei Mutzschen durch und schuf, „um der Jugenderziehung zu helfen“, nach der Ausgrabung von zwei Grabhügeln der jüngeren Bronzezeit in Gävernitz bei Priestewitz 1930 ein archäologisches Freilichtmuseum mit einer Rekonstruktion der beiden Hügel. Ab Sommersemester 1929 bot Neumann als Assistent des Institutes für Mineralogie und Geologie (Eberhard Rimann) Übungen in Vorgeschichte an der Technischen Hochschule Dresden an.

## Neumann als Vorstand des Germanischen Museums und Professor in Jena 1930 bis 1945
1930 folgte Neumann dem Ruf des ersten nationalsozialistischen thüringischen Ministers Wilhelm Frick und ging als Vorstand an das Germanische Museum der Universitätsanstalt für Vor- und Frühgeschichte nach Jena. Seine Lehrtätigkeit setzte er zunächst als Volontärassistent des Historischen Seminars bei seinem ehemaligen Lehrer Alexander Cartellieri fort. 1932 bestellte ihn das thüringische Ministerium für Volksbildung aufgrund des ersten thüringischen Ausgrabungsgesetzes vom 1. Juli 1932 ehrenamtlich zum Vertrauensmann für kulturgeschichtliche Denkmale bzw. 1934 zum Staatlichen Vertrauensmann für die vor- und frühgeschichtlichen Bodenaltertümer Thüringens.
Unter Leitung von Neumann wurden mit Studierenden, auch unter Einsatz des Reichsarbeitsdienstes eine Reihe von größeren archäologischen Forschungs- und Rettungsgrabungen durchgeführt wie beispielsweise die jungpaläolithische Freilandsiedlung von Oelknitz, Ortsteil der Gemeinde Rothenstein 1932, spätbronzezeitliche Brandgräber und ein frühmittelalterliches Reihengräberfeld 1933 und 1936 in Zöllnitz, in der mittelalterlichen Wasserburg Kapellendorf 1933, auf der mittelalterlichen Turmhügelburg Jenalöbnitz 1934, in der mittelalterlichen Reichsburg Kyffhausen 1934 bis 1938 und der Burg Camburg 1935, je sechs schnurkeramische Grabhügel in Lucka-Breitenhain 1935/1936 bzw. 1941/1942, ein weiterer jungneolithischer Grabhügel in Stobra 1935/1936, ein Urnengräberfeld der frühen Eisenzeit und frühmittelalterliches Reihengräberfeld in Dreitzsch 1936, bandkeramische Bestattungen sowie Siedlungsgruben und Bestattung der Aunjetitzer Kultur in Arnstadt 1937, bronzezeitliche Grabhügel in Willmanns 1940 und andere mehr. Es handelte sich dabei um für ihre Zeit moderne Ausgrabungen, die wesentliche Erkenntnisfortschritte erbrachten und deren Ergebnisse zumeist noch heute Gültigkeit besitzen.
1934 ernannte ihn Thüringens Reichsstatthalter Fritz Sauckel ohne vorherige Habilitation zum beamteten außerordentlichen Professor für Vorgeschichte an der Universität Jena. Mit 32 Jahren war er einer der jüngsten Professoren für Vorgeschichte in Deutschland, wobei derart junge Wissenschaftler, bedingt durch die vergleichsweise späte Institutionalisierung des Faches an den Universitäten, nicht ungewöhnlich waren. 1935 übernahm Neumann ferner ehrenamtlich die Kuratel des Städtischen Museums für Urgeschichte in Weimar und 1937 wurde er als ordentliches Mitglied in die neugeschaffene Thüringische Historische Kommission berufen.
Im Januar 1941 wurde Neumann zur Wehrmacht einberufen und diente während des Zweiten Weltkriegs als Wachtmeister (Feldwebel) einer Nachrichtentruppe. Inwieweit sich Neumann während des Krieges, besonders während seines Einsatzes in der Ukraine, an sogenannten „Beutezügen“ beteiligte, kann bisher nicht eindeutig bestimmt werden. Er war nach eigenen Angaben an Aktivitäten des „Sonderstabs Vorgeschichte“ im „Einsatzstab Reichsleiter Rosenberg“ (ERR) beteiligt, ohne dort jedoch eine führende Position zu übernehmen.
Nach mehreren gescheiterten Anläufen unter den Jenaer Rektoren Abraham Esau (1939) und Karl Astel (1944), Neumann zum ordentlichen Professor zu erheben, erfolgte kurz vor Kriegsende im Februar 1945 die Ernennung zum Ordinarius durch das Reichsministerium für Wissenschaft, Erziehung und Volksbildung, die jedoch nicht mehr wirksam wurde.

## Betätigung und Mitgliedschaften in fachlichen und politischen Organisationen im „Dritten Reich“
Gotthard Neumann entstammte einem christlich-konservativen Umfeld und war, wie auch sein Vater Dr. phil. Arno Neumann († 1926), der evangelische Pfarrer in Schwabsdorf bei Weimar, später Direktor des Realgymnasiums in Weimar und von 1920 bis 1924 Landtagsabgeordneter der Deutschen Volkspartei (DVP) war, ursprünglich eher nationalliberal orientiert. Nach eigenem Bekunden wandte er sich jedoch am Beginn der 1930er Jahre „unter dem Einfluß der Ereignisse im Vaterlande […] mehr und mehr von liberalen Ansichten [ab] und […] der NSDAP zu“. Die Hoffnungen, die sich für viele Prähistoriker mit dem Namen Adolf Hitler verknüpften, waren auch für den für sein Fach stark engagierten Neumann groß. Entsprechend übernahm Neumann eine Reihe von höheren Positionen in Fachverbänden, was jedoch weniger als Bekenntnis für die NSDAP und ihre Organisationen, sondern mehr als Versuch einer weiteren Popularisierung der Ur- und Frühgeschichtsforschung gewertet werden kann.
Als langjähriges Mitglied der „Gesellschaft für Deutsche Vorgeschichte“ (seit 1919) ging Neumann 1934 mit in den „Reichsbund für Deutsche Vorgeschichte“ über. Bereits 1933 war er von Hans Reinerth zum Landesleiter von Thüringen bestellt und in den erweiterten Beirat berufen worden. Ebenfalls 1933 trat er Alfred Rosenbergs „Kampfbund für deutsche Kultur“ bei und wurde Leiter der „Fachgruppe Vorgeschichte“ in Jena, wobei die Funktion als Landesleiter wenig später mit derselben, ohnehin in Personalunion besetzten Funktion im Reichsbund verschmolz. Von 1933 bis zu seiner Einberufung 1941 war Neumann Mitglied im Nationalsozialistischen Lehrerbund (NSLB) und ab 1938 auch hier als Gausachbearbeiter für Vorgeschichte tätig. Darüber hielt er ab 1933 eine große Zahl von Vorträgen an den Staatsschulen Egendorf und Blankenhain, bei der SS, der SA, der NSDAP, bei der Hitler-Jugend, dem BDM, dem Reichsarbeitsdienst und der Landesbauernschaft und organisierte Ausstellungen, Führungen, Lehrwanderungen und dergleichen, um „Tausende von alten und jüngeren Volksgenossen mit dem weltanschaulichen Gehalt der Vorgeschichte bekannt“ zu machen.
Im April 1934 wurde er förderndes Mitglied der SS. Von 1937 bis 1941 war Neumann nach eigenen Angaben Anwärter der NSDAP. Ob und wann sein Eintritt von Seiten der Partei realisiert wurde, konnte bisher nicht sicher ermittelt werden. Seine anfängliche Euphorie für das Regime war jedoch schnell verflogen und die Archivalien lassen auf eine zunehmend gespannte Beziehung zur NSDAP und SS schließen. Im Zuge der Entnazifizierung führte Neumann zu seiner Entlastung 1947 an: „So also war meine Stellung als Universitätsprofessor, obwohl ich nur ein vollkommen unpolitisches Amt streng wissenschaftlich verwalten wollte, durchaus gefährdet, kurz, wenn ich nicht Arbeit und Autorität überhaupt verlieren wollte, musste ich mich bereit erklären, der NSDAP beizutreten“, und nannte dabei eine Reihe von überwiegend auch anderweitig belegbaren Konflikten und Auseinandersetzungen. Als Beispiele hierfür können Kontroversen mit der SS-Führung über Zuständigkeiten und ethnische Interpretationen der vorgeschichtlichen Befunde während der Ausgrabungen auf der Reichsburg Kyffhausen (1934–1938) oder Angriffe auf ihn und seine Schüler Heinrich Rempel und Erwin Schirmer wegen ihrer Forschungen zur Archäologie der Slawen genannt werden. Andere dürften auch damit zusammenhängen, dass Neumann sich „unbeirrt zur evangelischen Kirche bekannte“.
Als Direktor des Germanischen Museum reichte er Denunziationen gegen seinen Präparator Georg Sorm offiziell an das Thüringische Volksbildungsministerium weiter. Sorm wurde 1937 verurteilt, inhaftiert und entlassen; er endete als „Sozialfall“.

## Seine Tätigkeit an der Universität Jena in der Zeit der Sowjetische Besatzungszone und der Deutsche Demokratische Republik
Nach der Kapitulation der Wehrmacht am 8. Mai 1945 und amerikanischer Kriegsgefangenschaft kehrte Neumann im Juni 1945 nach Jena zurück und begann sofort, das Institut zu reorganisieren. Mitte September übernahm er die Aufgabe, die Verbindung zwischen dem Antifaschistischen Studentenausschuss und dem Lehrkörper herzustellen. Unter der Sowjetischen Militäradministration Thüringen (SMATh) wurde Neumann zunächst im November 1945 als Wissenschaftler bestätigt, am 15. Dezember 1945 aber aufgrund seiner NSDAP-Anwärterschaft zusammen mit seinem Assistenten Dr. Heinrich Rempel dienstentlassen, obwohl sich der Landespräsident Rudolf Paul und mehrere Universitätsangehörige für seine Weiterbeschäftigung einsetzen. Im Dezember 1945 trat Neumann in die LDP ein. Für die spätere Zeit ist eine überwiegend passive gesellschaftliche Einstellung festzustellen, jedoch war er weiterhin in der evangelischen Kirche in Thüringen als Synodaler aktiv.
Er arbeitete zunächst als freier Schriftsteller und Gelegenheitsarbeiter, konnte aber schon 1947 als „Präparator“ an das Vorgeschichtliche Museum der Universität Jena zurückkehren. 1950 wurde er wissenschaftlicher Assistent und 1953 schließlich wissenschaftlicher Oberassistent in Jena. Noch im selben Jahr wurde Neumann zum Professor mit vollem Lehrauftrag für Ur- und Frühgeschichte und Direktor des Vorgeschichtlichen Museums, Institut für prähistorische Archäologie, an der Jenaer Universität ernannt, 1956 zum Professor mit Lehrstuhl. Als solcher war er Fachrichtungsleiter für Ur- und Frühgeschichte und Mitglied des wissenschaftlichen Beirates beim Staatssekretariat für das Hoch- und Fachschulwesen der DDR. 1967 ist Neumann emeritiert worden. Die Schließung seines Instituts und des Museums und die Auslagerung der Sammlung im Zuge der „Dritten Hochschulreform der DDR“ im Jahr darauf bedeutete einen schweren Schlag für ihn. Am 29. April 1972 verstarb Gotthard Neumann in Jena.
Von seinen Grabungen zwischen 1953 und 1967 sind besonders hervorzuheben: die Forschungsgrabung der mittelalterlichen Wüstung Gumprechtsdorf im ehemaligen Staatsforst Klosterlausnitz 1952 bis 1953, die stadtarchäologischen Untersuchungen in Jena 1953 bis 1956 (Stadtkirche St. Michael, Paulinerkloster und Jenergasse), die Ausgrabungen eines Flachgräberfeldes in Einhausen 1954 und von früheisenzeitlichen Grabhügeln in Harras 1955 bis 1956, die Untersuchungen des bronzezeitlichen und frühmittelalterlichen Burgwalls auf dem Johannisberg bei Jena-Lobeda 1957 und 1959, die Rettungsgrabung eines schnurkeramischen Grabhügels 1960 in Dornburg. In seinen letzten Schaffensjahren widmete es sich nahezu ausschließlich der Mittelalterarchäologie, so bei der Untersuchung der mittelalterlichen Burganlage in Gerstungen 1960, der Nikolaikirche in Oberndorf bei Arnstadt 1962 und der Schillerkirche in Jena-Ost 1963 sowie der mittelalterlichen Burg und des Benediktinerklosters auf dem Petersberg in Saalfeld 1964.
Neumann wurde 1953 wurde zum korrespondierenden und 1956 zum ordentlichen Mitglied des Deutschen Archäologischen Institutes (DAI) gewählt. Er war ferner Mitglied der Sektion für Vor- und Frühgeschichte der Deutschen Akademie der Wissenschaften zu Berlin (1952), der Sächsischen Akademie der Wissenschaften zu Leipzig (1964) sowie der Berliner Gesellschaft für Anthropologie, Ethnologie und Urgeschichte.

## Bedeutung für die Ur- und Frühgeschichtsforschung und Bodendenkmalpflege in Thüringen
In Thüringen hat Neumann die Ur- und Frühgeschichtsforschung und Bodendenkmalpflege in den 1930er Jahren teilweise völlig reformiert. Er war maßgeblich beteiligt an neuen Ausgrabungsgesetzen von 1932 und 1933, veranlasste in mehreren bedeutenden Museen in Thüringen wie beispielsweise in Gera und Gotha die Neuaufstellung der vorgeschichtlichen Sammlungen und baute aus dem Jenaer Universitätsinstitut als Landesanstalt für Vorgeschichte heraus die landesweite staatliche Bodendenkmalpflege auf. Neumann führte zwischen 1930 und 1944 zahlreiche wichtige Ausgrabungen und Notbergungen in den nichtpreußischen Gebietsteilen Thüringens durch und gilt mit seinen Untersuchungen von mittelalterlichen Burgen, Kirchen, Städten und Wüstungen als einer der Väter der Mittelalterarchäologie. Um die Ergebnisse seiner Forschungen und die seiner Schüler im Fach und der Öffentlichkeit bekanntzumachen, hat Neumann die Zeitschrift „Der Spatenforscher“ (1936–1943) und das vorgeschichtliche Jahrbuch „Irmin“ des Germanischen Museums der Friedrich-Schiller-Universität (1939–1942) herausgegeben.
Eine Analyse des Schrifttums ergab, dass Neumann auch während des Nationalsozialismus, bis auf wenige Ausnahmen, um Wissenschaftlichkeit in der Darstellung seiner Funde und Ergebnisse bemüht war, die Ideologisierung der Ur- und Frühgeschichte bei ihm somit in den Hintergrund trat. Von seinen Überzeugungen wich nicht er ab und war nicht bereit, auch nur die Möglichkeit der Überlegenheit einer Kultur über eine andere Kultur anzuerkennen, geschweige denn die der Germanen. Für die Germanen der La-Tène-Zeit hat er bei öffentlichem Anlass provozierend von „stärkstem keltischen Kultureinflusse“ gesprochen und völkischer Gesinnung und „Germanomanie“ eine völlige Absage erteilt. Mehrfach beschäftigte er sich bei Ausgrabungen und in Vorlesungen, Vorträgen oder Publikationen mit den Slawen auf dem Gebiet Deutschlands, denen er nicht nur eine eigene Kultur zugestand, sondern auch einen Anteil an der Geschichte des deutschen Volkes.
Auch nach 1945 war Neumann nach kurzer Unterbrechung wieder als Hochschullehrer tätig und setzte seine Ausgrabungen und Forschungen in Thüringen fort. Die führende Rolle seines Instituts musste er jedoch zunehmend an das heutige Thüringische Landesamt für Denkmalpflege und Archäologie in Weimar abtreten. Nach dem Tod von Alfred Götze übernahm er dessen Wunsch folgend die Erforschung der Steinsburg bei Römhild und setzte damit seine Erforschung ur- und frühgeschichtlicher und mittelalterlicher Burganlagen fort. Sowohl seine Ausgrabungen als auch die in seinen Lehrveranstaltungen und wissenschaftlichen Arbeiten behandelten Themen deckten nahezu die gesamte Breite der Prähistorie in Thüringen ab. Letztere sind das Ergebnis sorgfältiger, am Fundmaterial ausgerichteter und in erster Linie beschreibender und vergleichender archäologischer Forschung und somit von bleibendem Wert für die Ur- und Frühgeschichtsforschung insbesondere in der mitteldeutschen Landschaft.

## Schriften
- Die Gliederung der Glockenbecherkultur in Mitteldeutschland. In: Prähistorische Zeitschrift. Band 20, de Gruyter, Berlin 1929, S. 3–69. ISSN 0079-4848
- Die Entwicklung der Aunjetitzer Keramik in Mitteldeutschland. In: Prähistorische Zeitschrift. Band 20, de Gruyter, Berlin 1929, S. 70–144. ISSN 0079-4848
- Das große Grab von Gävernitz, Amtshauptmannschaft Großenhain, Sachsen. Mitteilungen aus dem Museum für Mineralogie, Geologie und Vorgeschichte zu Dresden. Vorgeschichtliche Reihe. Band 13. Dresden 1930.
- Die Vor- und Frühgeschichte Mitteldeutschlands. In: Das Thüringer Fähnlein. Band 7, Neuenhahn, Jena 1938, S. 362–369.
- Sieben Gleichbergburgen nach dem Forschungsstande von 1952. In: Frühe Burgen und Städte. Beiträge zur Burgen- und Stadtkernforschung. Festschrift Wilhelm Unverzagt. Deutsche Akademie der Wissenschaften zu Berlin. Schriften der Sektion für Vor- und Frühgeschichte. Band 2. Berlin 1954, S. 7–16.
- Mehrere kurze Überblicke über verschiedene ur- und frühgeschichtliche Kulturen, In: Ausgrabungen und Funde. Band 3, Akademie-Verlag, Berlin 1958. ISSN 0004-8127
- Gotthard Neumann: Die Fibeln vom Kleinen Gleichberge bei Römhild. In: Abhandlungen der Sächsischen Akademie der Wissenschaften zu Leipzig, Philologisch-Historische Klasse. Band 64, Heft 3, Leipzig 1973. ISSN 0080-5297

Eine Bibliografie (Memento vom 19. Juli 2008 im Internet Archive) befand sich auf der Webseite des Bereichs für Ur- und Frühgeschichte der FSU Jena.

## Nachrufe und Würdigungen
- Werner Coblenz: Gotthard Neumann †. In: Ausgrabungen und Funde. Band 17, Akademie-Verlag, Berlin 1972, S. 97f. ISSN 0004-8127
- Werner Coblenz: Gotthard Neumann 8.6.1902–29.4.1972. Mit Bibliographie Gotthard Neumann nach Unterlagen von Dr. phil. Karl Peschel. In: Jahrbuch für Regionalgeschichte und Landeskunde. Hrsg. v. der Sächsischen Akademie der Wissenschaften zu Leipzig. Böhlau, Weimar 1971–1972 (1974), S. 316–332. ISSN 0085-2341
- Werner Coblenz: Prähistoriker in der Sächsischen Akademie der Wissenschaften zu Leipzig. Ihre Beiträge zur Geschichtsforschung. In: Wege und Fortschritte der Wissenschaft. Beiträge von Mitgliedern der Sächsischen Akademie der Wissenschaften zu Leipzig zum 150. Jahrestag ihrer Gründung. Berlin 1996, S. 421–436, hier S. 428f. ISBN 3-05-003134-4
- Roman Grabolle, Uwe Hoßfeld und Klaus Schmidt: Ur- und Frühgeschichte in Jena 1930–1945. Lehren, Forschen und Graben für Germanien? In: Uwe Hoßfeld, Jürgen John, Oliver Lemuth, Rüdiger Stutz (Hrsg.): Kämpferische Wissenschaft. Studien zur Universität Jena im Nationalsozialismus. Köln/Weimar/Wien 2003, S. 868–912, ISBN 3-412-04102-5.
- Rosemarie Müller: Gotthard Neumann und das Problem der Kelten und Germanen in Thüringen. In: Heiko Steuer (Hrsg.): Eine hervorragend nationale Wissenschaft. Deutsche Prähistoriker zwischen 1900 und 1995. Ergänzungsbände zum Reallexikon der Germanischen Altertumskunde. Band 29. Berlin 2001, S. 89–107, ISBN 3-11-017184-8
- Wolfgang Pape: Zehn Prähistoriker aus Deutschland. In: Heiko Steuer (Hrsg.): Eine hervorragend nationale Wissenschaft. Deutsche Prähistoriker zwischen 1900 und 1995 (= Ergänzungsbände zum Reallexikon der Germanischen Altertumskunde. Band 29). De Gruyter, Berlin 2001,  ISBN 3-11-017184-8, S. 55–88.
- Karl Peschel: Nachruf Gotthard Neumann 1902–1972. In: Zeitschrift für Archäologie. Band 6, Hüthig, Heidelberg 1972, S. 286f. ISSN 0044-233X
- Karl Peschel: Gotthard Neumann und die Bodendenkmalpflege in Thüringen 1930 bis 1947. In: Archäologische Gesellschaft in Thüringen e. V. (Hrsg.): 100 Jahre „Die vor- und frühgeschichtlichen Altertümer Thüringens“. Beiträge zur Geschichte der archäologischen Denkmalpflege in Thüringen (= Beiträge zur Ur- und Frühgeschichte Mitteleuropas. Band 59 = Neue Ausgrabungen und Funde in Thüringen. Sonderband 2009). Beier & Beran, Langenweißbach 2010, ISBN 978-3-937517-83-4, S. 69–116.

Weitere Würdigungen und Nachrufe in der Bibliografie (Memento vom 19. Juli 2008 im Internet Archive).